# جک الیوت (بازیکن فوتبال)
جک الیوت (انگلیسی: Jack Elliott؛ زادهٔ ۲۵ اوت ۱۹۹۵) بازیکن فوتبال اهل بریتانیا است.
از باشگاه‌هایی که در آن بازی کرده‌است می‌توان به فیلادلفیا یونیون اشاره کرد.